# Pino Rucher
Pino Rucher (Manfredonia, 1 de janeiro de 1924 – San Giovanni Rotondo, 16 de agosto de 1996) foi um guitarrista de jazz e arranjador italiano.

## Biografia

### O começo
Desde muito jovem mostrou uma disposição extraordinária para a música e revelou as suas qualidades quando o seu pai, que regressou dos Estados Unidos em 1933, lhe trouxe um guitarra com o qual aprendeu rapidamente, por mais talentoso que seja, a desenhar notas.
Depois de estudos sérios em escolas de música locais, estreou-se muito jovem em Nápoles e Bari, onde conseguiu obter discos, partituras e outros materiais musicais.
A presença de tropas americanas na Itália entre 1943 e 1946 marcou uma etapa decisiva para a formação musical de Pino Rucher, que logo entrou em orquestras do Exército Aliado, onde contaram com músicos importantes, graças aos quais adquiriu o espírito musical americano, especialmente jazz.

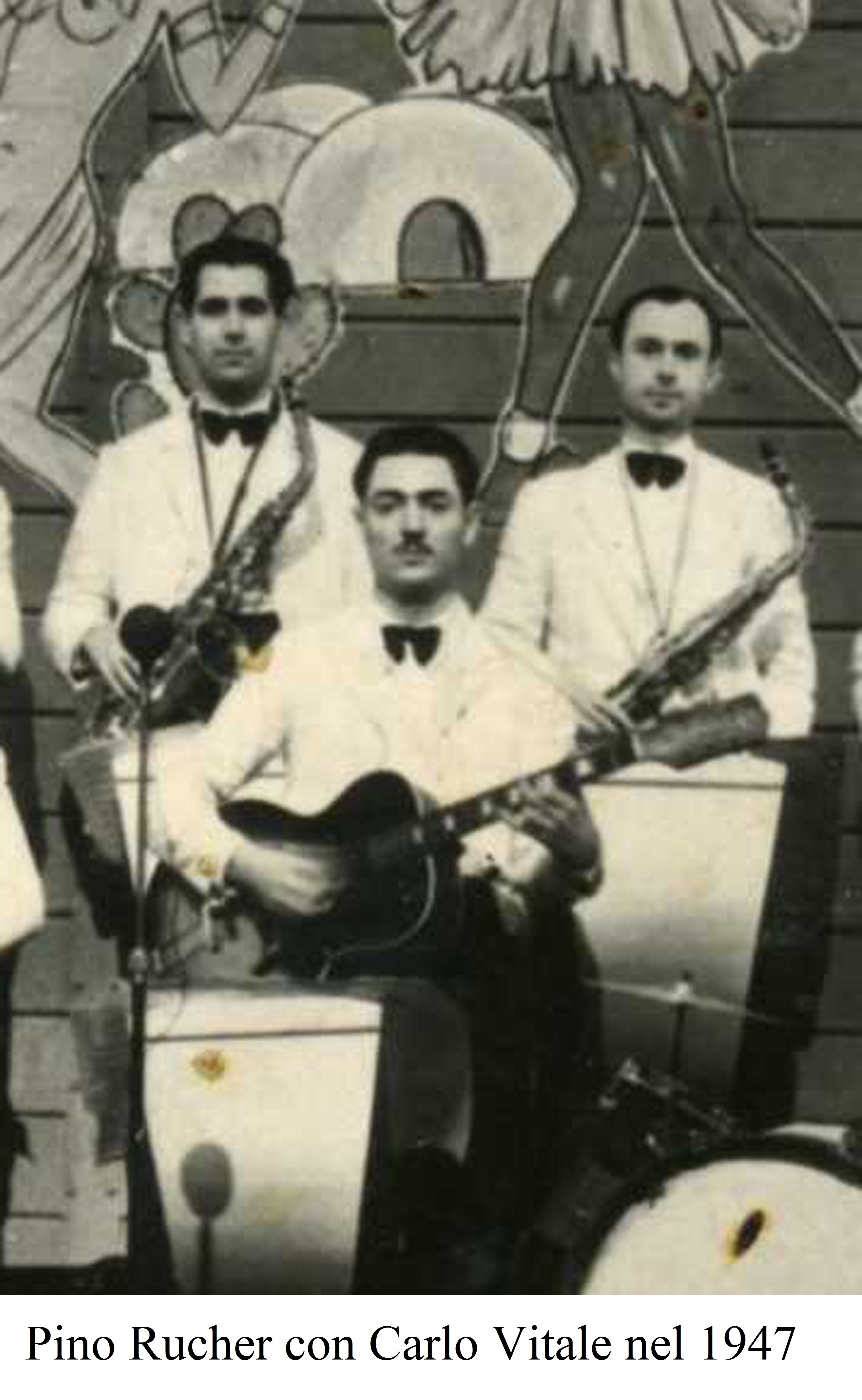
Pino Rucher com a Orquestra Vitale

Em 1946 entrou para a orquestra de Carlo Vitale, depois de ter passado num concurso de recrutamento de guitarrista organizado pela Rádio Bari, do qual participaram muitos candidatos de toda a Itália.
Após a dissolução desta orquestra, que se tornou muito popular graças à Rádio Bari, que teve uma grande ressonância nacional no pós-guerra, Pino Rucher entrou para a orquestra de Carlo Zeme na Rádio Milano. Logo teve a chance de trabalhar com dois precursores do “swing” italiano, Pippo Barzizza e Cinico Angelini.

### Orquestra Angelini
Cinico Angelini escolheu Pino Rucher como integrante de sua nova orquestra, com a qual Rucher trabalhou por cerca de dez anos e participou de diversos eventos, que se destacaram por suas notáveis exposições e solos. Dentre estes eventos foi a primeira Canção Internacional de Veneza Festival em 1955 e vários Sanremo festivais da canção, incluindo o Festival de 1957, quando Claudio Villa ganhou o primeiro lugar com a canção Corde della mia chitarra.

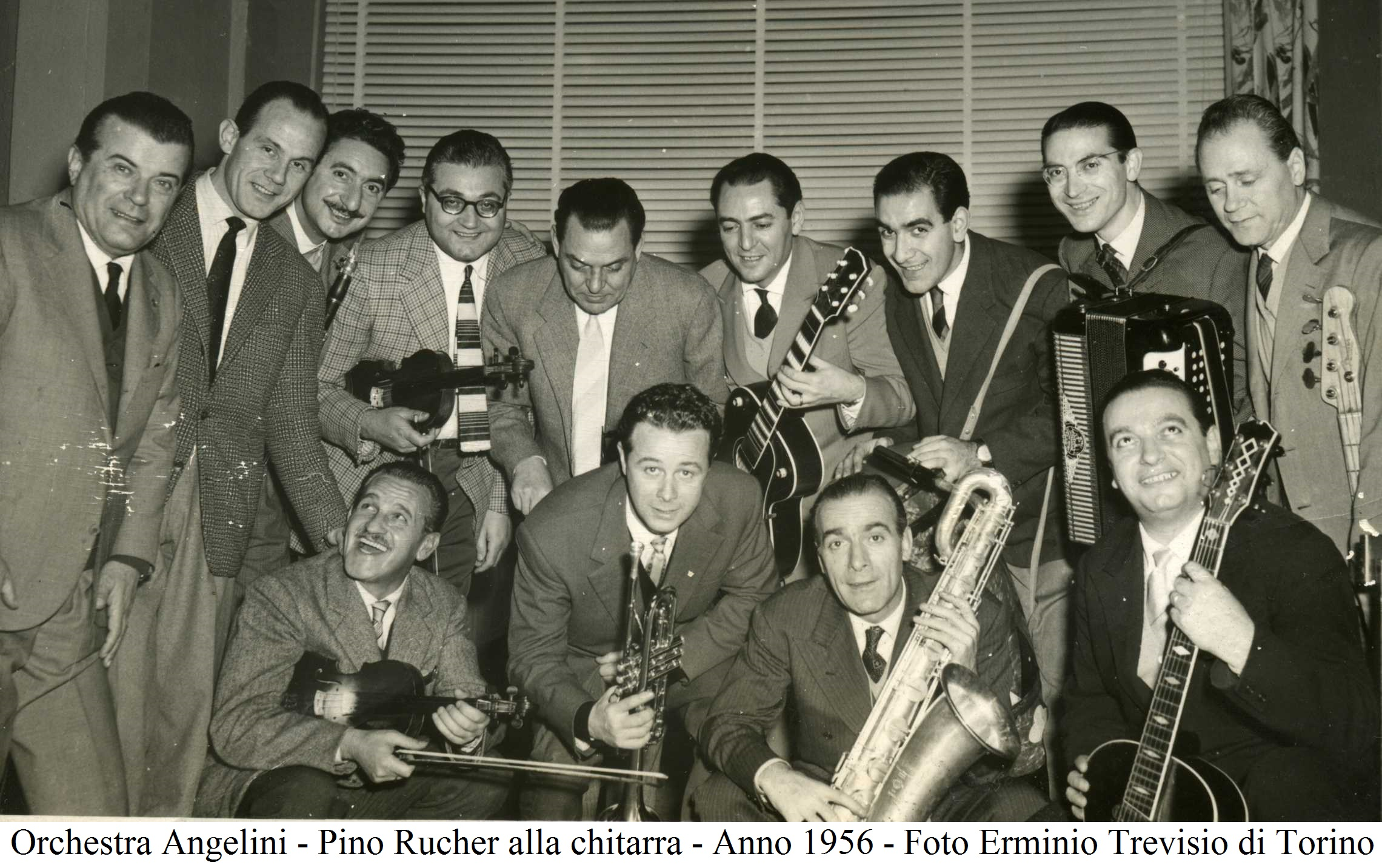
Pino Rucher na guitarra com a Orquestra Angelini (1956)

### Colaborações
Ao longo da sua carreira participou num grande número de eventos musicais e programas de rádio e televisão (Festivais de Sanremo, Festival delle Rose, Festivais de Nápoles, Canzonissima, Gran varietà, Studio Uno, etc.) com várias orquestras, não deixando nunca de cultivar a sua paixão pela música americana, evidenciada pelas centenas de transcrições, com seus arranjos, tocadas ouvindo discos de guitarristas famosos, como Barney Kessel, Wes Montgomery, Tal Farlow, Joe Pass. Percebe-se com clareza a influência da música americana até mesmo através da execução de song music temperada com uma pitada de jazz: E se domani e Una zebra a pois de Mina ou Amore twist de Rita Pavone.
Outra colaboração importante foi aquela com o Maestro Elvio Monti, que queria Pino Rucher para muitas de suas gravações (por exemplo, é Rucher quem toca guitarra na peça L'estasi, que foi composta por Monti sobre um texto de Andrea Giordana e Marisa Solinas).
Pino Rucher participou de uma famosa produção da RAI, Sorella Radio, que fez tanto sucesso que todos os músicos foram recebidos pelo Papa Paulo VI, que lhes deu uma medalha. Depois da segunda metade dos anos setenta e até Dezembro de 1983, esteve particularmente empenhado em concertos com a orquestra Ritmi moderni da RAI, conhecida como Big Band. Ele deixou a RAI em 1983 devido a problemas de saúde.

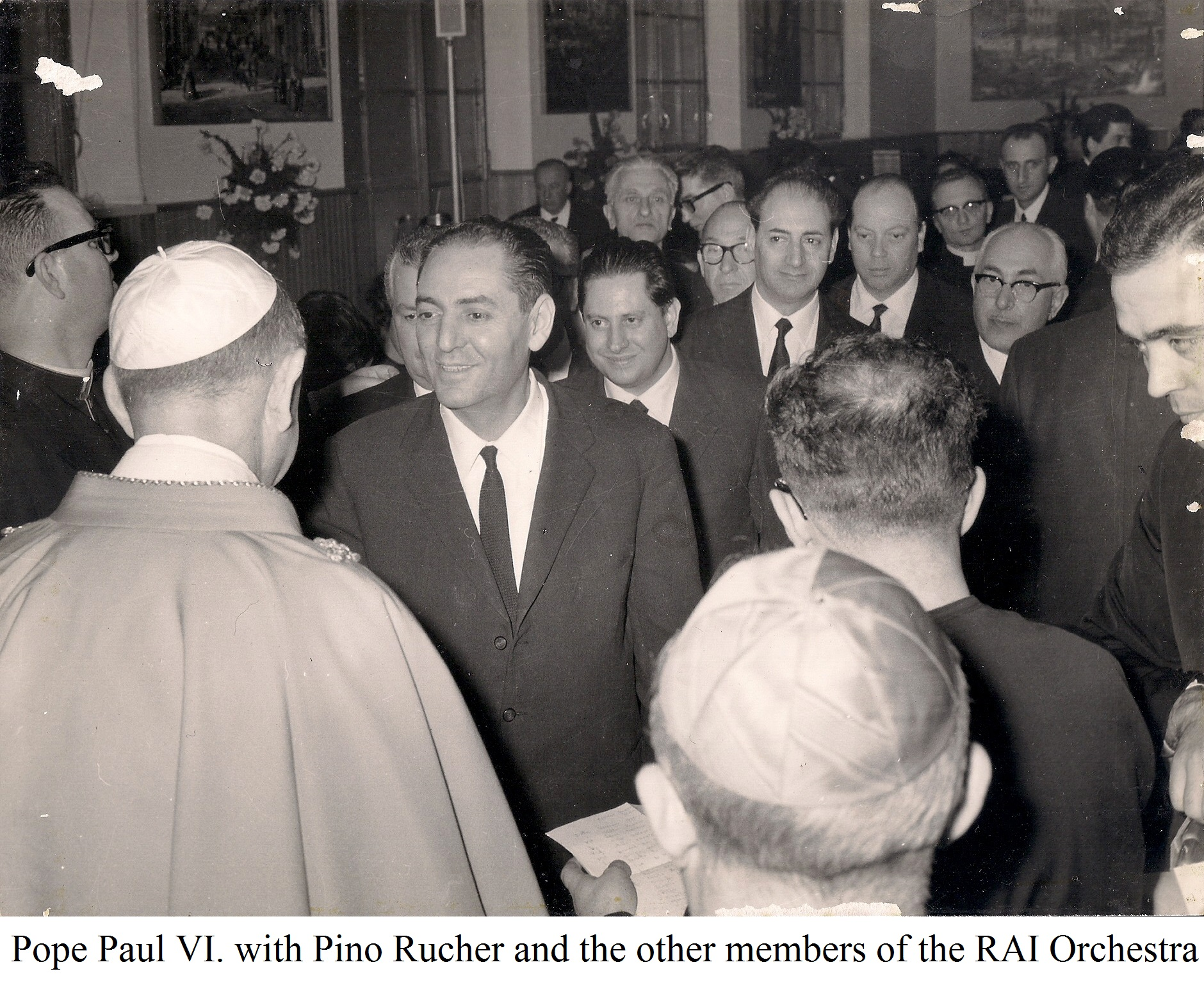
Pino Rucher recebe medalha do Papa Paulo VI

Nestes anos pôde dedicar-se mais ao jazz, do qual gostava muito, tocando ao vivo e participando de gravações com extraordinários diretores de orquestra, entre os quais Wolmer Beltrami, Mario Bertolazzi, Bruno Biriaco, Claude Bolling, Giorgio Gaslini, Barry Guy, Gil Evans, Albert Mangelsdorff, Chris McGregor, Misha Mengelberg, Nigel Morris, Evan Parker, Roberto Pregadio, Berto Pisano, Enrico Rava, Franco Riva, Marcello Rosa, George Russell, Paul Rutherford, Archie Shepp, Kenny Wheeler.

### Outras atividades
Outro aspecto notável da atividade de Rucher diz respeito à execução de colunas sonoras de filmes: pelo menos duzentas performances merecem menção; são produções realizadas entre o final dos anos 1950 e meados dos anos 1970 com vários diretores, incluindo o famoso Luis Bacalov, Gianni Ferrio, Ennio Morricone, Riz Ortolani.
Pino Rucher merece menção especial por ter sido o primeiro a tocar guitarra elétrica nas colunas sonoras dos faroestes produzidos na Itália, segundo a feliz intuição do maestro Ennio Morricone, que lhe pediu para tocar o solo no filme Por um Punhado de Dólares.

Ao longo dos anos Pino Rucher se destacou em muitas experiências artísticas, mostrando grande versatilidade na passagem de um gênero musical para outro, e mostrar isso suas brilhantes atuações em musicais, por exemplo Alleluja brava gente, e suas invenções férteis em muitas canções italianas famosas, por exemplo Casetta in Canadà de Carla Boni, Flamenco rock de Milva, Se non ci fossi tu de Mina, Andavo a cento all'ora de Gianni Morandi, Che m'importa del mondo de Rita Pavone, L'edera de Nilla Pizzi, Adesso no de Neil Sedaka.
Durante seus cinquenta anos de carreira, Rucher tocou diferentes tipos de guitarras (elétrica, folk acústica, clássica, baixo, doze cordas) e, além disso, banjo, bandolim, contrabaixo.